# Лыченка (приток Луги)
Лыченка — река в России, протекает по Волосовскому и Сланцевскому районам Ленинградской области. Устье реки находится в 101 км по левому берегу реки Луги севернее деревни Большой Сабск, исток — восточнее деревни Замошье. Длина реки — 30 км. В 8,3 км от устья, по правому берегу впадает река Лакомка.

## Данные водного реестра
По данным государственного водного реестра России относится к Балтийскому бассейновому округу, водохозяйственный участок реки — Луга от в/п Толмачево до устья.
Код объекта в государственном водном реестре — 01030000612102000026459.